# Herón de Alejandría
Herón de Alejandría (en griego: Ἥρων ὁ Ἀλεξανδρεύς, c. 10-70 d. C.) fue un ingeniero y matemático helenístico que destacó en Alejandría, en la provincia romana de Egipto; ejerció de ingeniero en su ciudad natal, Alejandría. Este griego es considerado uno de los científicos e inventores más grandes de la Antigüedad y su trabajo es representativo de la tradición científica desarrollada durante la época helenística.
Herón publicó una descripción bien reconocida de un dispositivo a vapor llamado Eolípila, a veces llamado "motor Herón". Entre sus inventos más famosos se encuentra un molino de viento, que constituye el primer ejemplo de aprovechamiento del viento en tierra. Fue un seguidor de los atomistas y algunas de sus ideas se derivaron de las obras de Tesebio. En su obra Mecánica, describió pantógrafos.
En matemáticas se le recuerda principalmente por la Fórmula de Herón, una forma de calcular el área de un triángulo usando solo las longitudes de sus lados.
Gran parte de los escritos y diseños originales de Herón se han perdido, pero algunas de sus obras se han conservado, principalmente en manuscritos del Imperio romano de Oriente, y una parte más pequeña en traducciones latinas o árabes.

## Antecedentes
Tras el período helenístico, la ciencia helénica destacó en la ciudad de Alejandría, perdurando varios siglos, hasta la caída del Imperio romano. Allí surgieron periódicamente destellos de genialidad. Uno de estos genios fue Herón, que demostró una actitud premoderna para la mecánica, descubriendo, aunque de forma arcaica, la ley de acción y reacción.
Se basó a menudo en Ctesibio, inventor griego del siglo III a. C., de quien se tienen noticias por el propio Herón y por Vitruvio. Describió gran número de máquinas sencillas y generalizó el principio de la palanca de Arquímedes. Ideó múltiples trabajos de inventiva y aportó muchas innovaciones en el campo de los autómatas, que facilitaron los estudios a los científicos.

## Vida y carrera

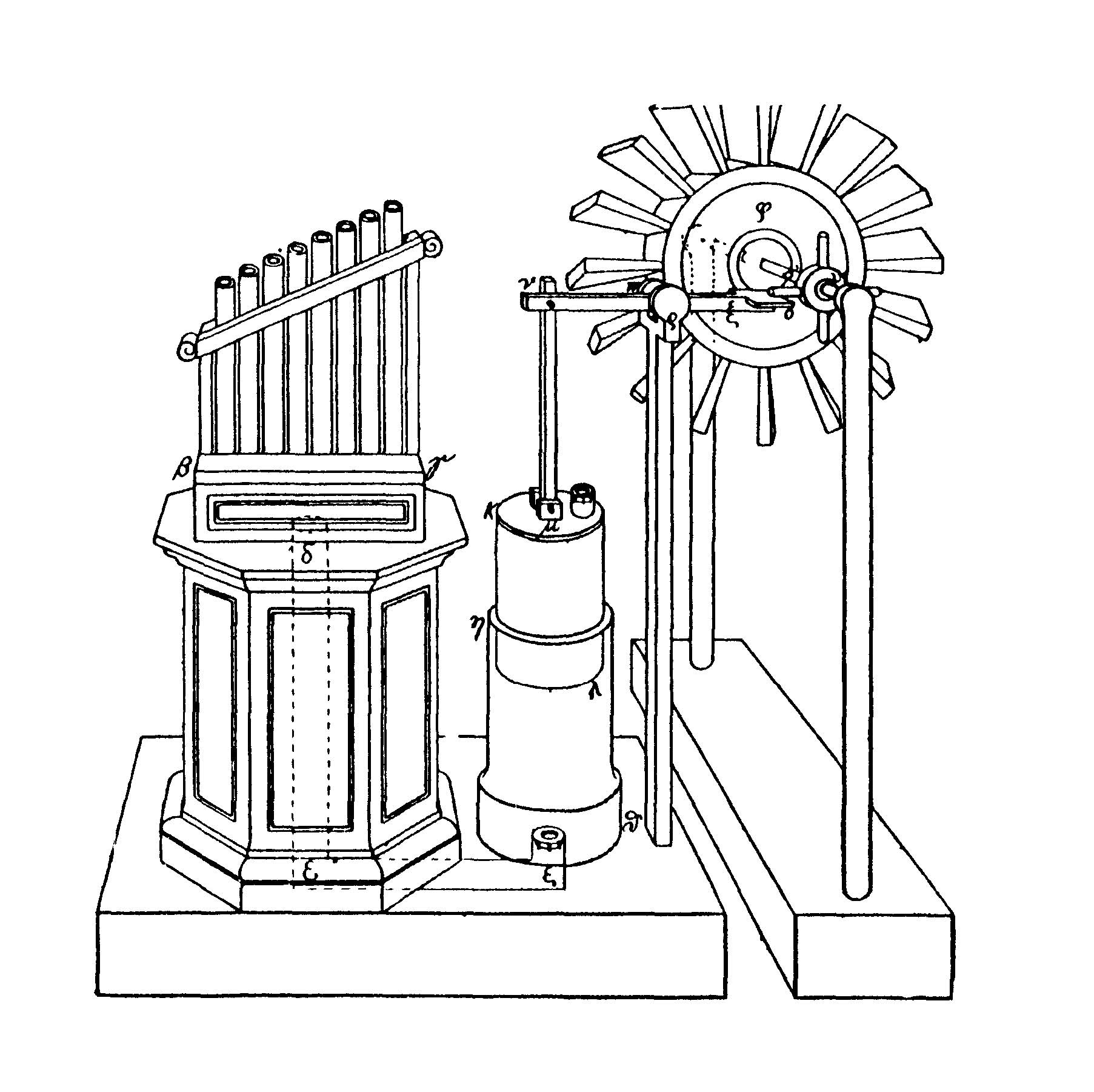
Reconstrucción moderna de la rueda de viento de Herón

La etnia de Herón pudo haber sido helénica o egipcia. Es casi seguro que Herón enseñó en el Museion que incluía la famosa Biblioteca de Alejandría, porque la mayoría de sus escritos aparecen como apuntes de clases para cursos de Matemáticas, Mecánica, Física y Neumática. Aunque el campo no se formalizó hasta el siglo XX, se cree que el trabajo de Herón, sus dispositivos automatizados en particular, representa una de las primeras investigaciones formales en Cibernética.

## Inventos y descubrimientos

### Máquina de vapor

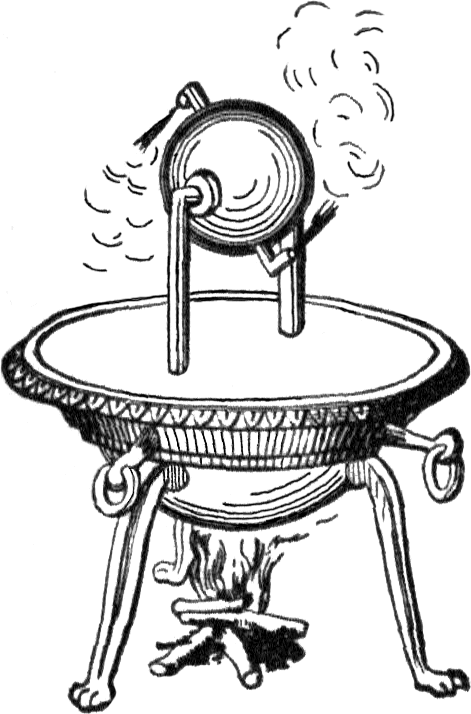
Eolípila de Herón.

Eolípila en funcionamiento.

Uno de sus mayores logros fue la invención de la primera máquina de vapor, conocida como «eolípila», «aelópilo» o «aelópila», y fuente de Herón, cuya aplicación práctica en los templos le granjeó el pseudónimo de «el Mago». La eolípila era una máquina que consistía en una esfera hueca conectada a una caldera a la que se adaptaban dos tubos curvos gruesos. El interior de la caldera estaba lleno de agua, que se hacía hervir provocando que por los tubos subiera el vapor hasta la bola. El vapor salía por dos tubos estrechos acodados, haciendo girar la bola muy rápido. Sin embargo, esta máquina nunca tuvo un fin práctico y algunas fuentes comentan que el invento no era más que un juguete con la finalidad de entretener a los niños de la época.
Herón describió, aunque de forma arcaica mediante el eolípilo, la ley de acción y reacción de Isaac Newton, experimentando con vapor de agua. Generalizó el principio de la palanca de Arquímedes.

### Neumática, hidráulica y robótica
Es autor de numerosos tratados de mecánica, como La neumática (πνευματικά), en la que estudia la hidráulica, y Los autómatas (Αυτοματοποιητική), el primer libro de robótica de la historia. En Sobre la dioptra (Περί διόπτρας) describe el funcionamiento de este aparato, similar al actual teodolito, usado en observaciones terrestres y astronómicas durante siglos. También en este libro describe el odómetro, utilizado para medir distancias recorridas por un viandante o un vehículo.
Además, realizó una descripción detallada del hýdraulis de Ctesibio, un órgano que funcionaba con agua.

### Óptica
En óptica, propuso en su Catóptrico (Κατοπτρικά) que la luz viaja siguiendo el camino geométricamente más corto.

### Matemáticas
Sin embargo, es conocido sobre todo como matemático, tanto en el campo de la geometría como en el de la geodesia, rama de las matemáticas que se encarga de la determinación del tamaño y configuración de la Tierra, y de la ubicación de áreas concretas de la misma especie. Herón trató los problemas de las mediciones terrestres con mucho más acierto que cualquier otro de su época; por eso se dice que fue un gran científico.
Como matemático, escribió La métrica (Μετρικά), obra en la que estudia las áreas de las superficies y los volúmenes de los cuerpos. Desarrolló también técnicas de cálculo, tomadas de los babilonios y egipcios, como el cálculo de raíces cuadradas mediante iteraciones.

#### Fórmula de Herón
Su logro más destacado en el campo de la geometría es la denominada «fórmula de Herón», en la que se establece la relación entre el área de un triángulo y la longitud de sus lados:
«En un triángulo de lados a, b, c, y la mitad del perímetro o semiperímetro s=(a+b+c)/2, su área es igual a la raíz cuadrada de s(s-a)(s-b)(s-c)».

## Reconocimientos
- El cráter lunar Heron lleva este nombre en su honor.